# Roberto Rossellini
Roberto Rossellini (Roma, Italia; 8 de mayo de 1906-Roma; 3 de junio de 1977) fue un cineasta italiano. Rossellini es uno de los directores más importantes del neorrealismo italiano, al que contribuyó con películas como Roma, ciudad abierta, Paisà y Alemania, año cero.

## Biografía

### Comienzos
Nació en una familia burguesa de Roma. Su hermano fue el compositor Renzo Rossellini. Su padre construyó el primer cine romano Il Corso Cinema (un teatro donde podían mostrarse películas), garantizando a Roberto el pase libre de admisión ilimitado; Roberto comenzó a frecuentar el cine a una edad temprana. Cuando su padre murió, Roberto trabajó como técnico de sonido en películas, y por algún tiempo pudo trabajar en varios campos relacionados con la creación de películas, ganando competencia en cada uno.
En 1938 rodó su primer cortometraje, Prélude à l'aprés-midi d'un faune, después del cual asistió a Goffredo Alessandrini en el rodaje de Luciano Serra pilota, una de las películas italianas de la primera mitad de siglo con más éxito. En 1940 asistió a Francesco De Robertis  en Uomini sul Fondo. Su primer largometraje, La Nave Bianca (1941) es la primera de la llamada "Trilogía fascista", junto con Un pilota ritorna (1942) y Uomo dalla Croce (1943). A esta etapa corresponde su amistad y cooperación con Federico Fellini y Aldo Fabrizi.

### El neorrealismo
Cuando el régimen fascista terminó en 1945, solo dos meses después de la liberación de Roma, Rossellini ya estaba preparando Roma, ciudad abierta (Roma città aperta, y Fellini colaboró en el guion y Fabrizi participó en el papel del sacerdote), que él mismo produjo, de donde obtuvo la mayor parte del dinero de créditos y préstamos. Este drama fue un éxito inmediato. Rossellini comenzó así su "Trilogía neorrealista", cuya segunda película fue Paisà (Camarada, 1946), filmada enteramente con actores no profesionales, y la tercera Germania anno zero (1947), patrocinada por un productor francés y dirigida en el sector francés de Berlín.[cita requerida]
Declaró en una entrevista: "para crear realmente el personaje que uno tiene en mente, es necesario para el director entablar una batalla con el actor que normalmente termina sometiéndose a los deseos del actor. Como no deseo estar malgastando mis energías en una batalla como ésta, sólo uso actores profesionales en contadas ocasiones". Se ha dicho que una de las razones de su éxito fue el hecho de que Rossellini reescribió los guiones según los sentimientos y las historias de sus actores no profesionales. Acentos regionales, dialectos y vestimentas se ven en sus películas del modo en que verdaderamente eran.
Después de su "Trilogía neorrealista", Rossellini produjo dos largometrajes que hoy se clasifican como cine transicional: L'Amore (con Anna Magnani) y La macchina ammazzacattivi, mostrando realidad y verdad.

### La musa Ingrid Bergman
En 1949 Ingrid Bergman después de ver Roma Città aperta y Paisà decide escribirle una carta a Rossellini proponiéndole trabajar con él y así comienza una de las más conocidas historias de amor en el mundo del cine, con Ingrid Bergman y Rossellini en la cumbre de su popularidad e influencia. Comenzaron a trabajar juntos un año más tarde en Stromboli (en la isla de Stromboli, 1950, cuyo volcán entró en erupción durante el rodaje, y en Europa '51 (1951). En 1954, Viaggio in Italia completa la llamada "Trilogía de Ingrid". Este último filme tiene una gran influencia en Francia, donde es reconocido por Cahiers du Cinéma como uno de los orígenes estilísticos de la Nouvelle Vague.
Esta relación causó un gran escándalo en algunos países, pues tanto Bergman como Rossellini estaban casados antes de conocerse; el escándalo se intensificó cuando comenzaron a tener hijos (uno de los cuales es Isabella Rossellini).

### Paso a la televisión
En 1965, Rossellini decide su marcha del cine a la televisión afirmando que esta última, al ser un medio frío y dirigido a un público masivo podría mejorar la comunicación con el espectador de la sala de cine, considerada regresiva. Comparó la película a la matriz porque era demasiado protectora del espectador. Piensa en la televisión como medio de enseñanza, capaz de comunicar la historia y transmitir la cultura con más eficacia que la escuela y los libros.
Comenzó su proyecto enciclopédico con la geografía para luego pasar a la historia: era esencial para Rossellini porque explica nuestro ser, nuestro pasado, presente y futuro. El hombre está hecho en la historia. Su trabajo para la televisión se puede dividir en:
1. Los retratos de personajes (Sócrates, Descartes, Pascal, Agustín de Hipona, Louis XIV)
2. Los retratos de época (La Edad de Cosimo de Medici, Hechos de los Apóstoles).
Los retratos de época difieren de los primeros, porque requieren mucho más tiempo y son más específicos, mientras que los retratos de personajes siguen una idea. Con la excepción de Sócrates y Cosimo la trayectoria de los personajes tiene lugar en un período de 20-30 años.
Sus películas de televisión pueden ser consideradas como parte de un proyecto enciclopédico, como si las películas fueran parte de la misma obra. La toma del poder por Louis XIV es la única de las películas de televisión proyectada en los cines.

## Inventos (Pancinor)
Antes de dedicarse completamente al cine, Rossellini destacaba por su gran interés por la mecánica. De esta manera, construyó un taller para poder experimentar y poner a prueba sus nuevos inventos, que eran realmente ingeniosos.
Entre los más destacables, se encuentra una versión del pancinor, una lente fotográfica inventada por el ingeniero Roger Cuvillier France en 1949. La versión de Rossellini consistía en un zoom modificado de 25/250mm. Éste contaba con un control remoto que él mismo monitorizaba y dos motores de interlock.
Rossellini lo pudo poner en práctica en el rodaje de Era notte a Roma (1960). A partir del momento de su creación, lo utilizó en todas sus obras posteriores. Por lo tanto, se trata de un rasgo característico en su filmografía.

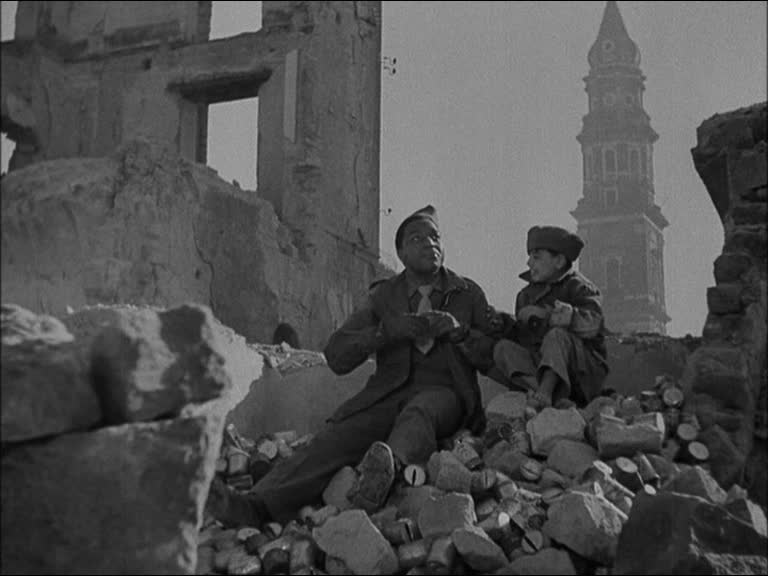
Fotograma de la película de 1946 Paisà.

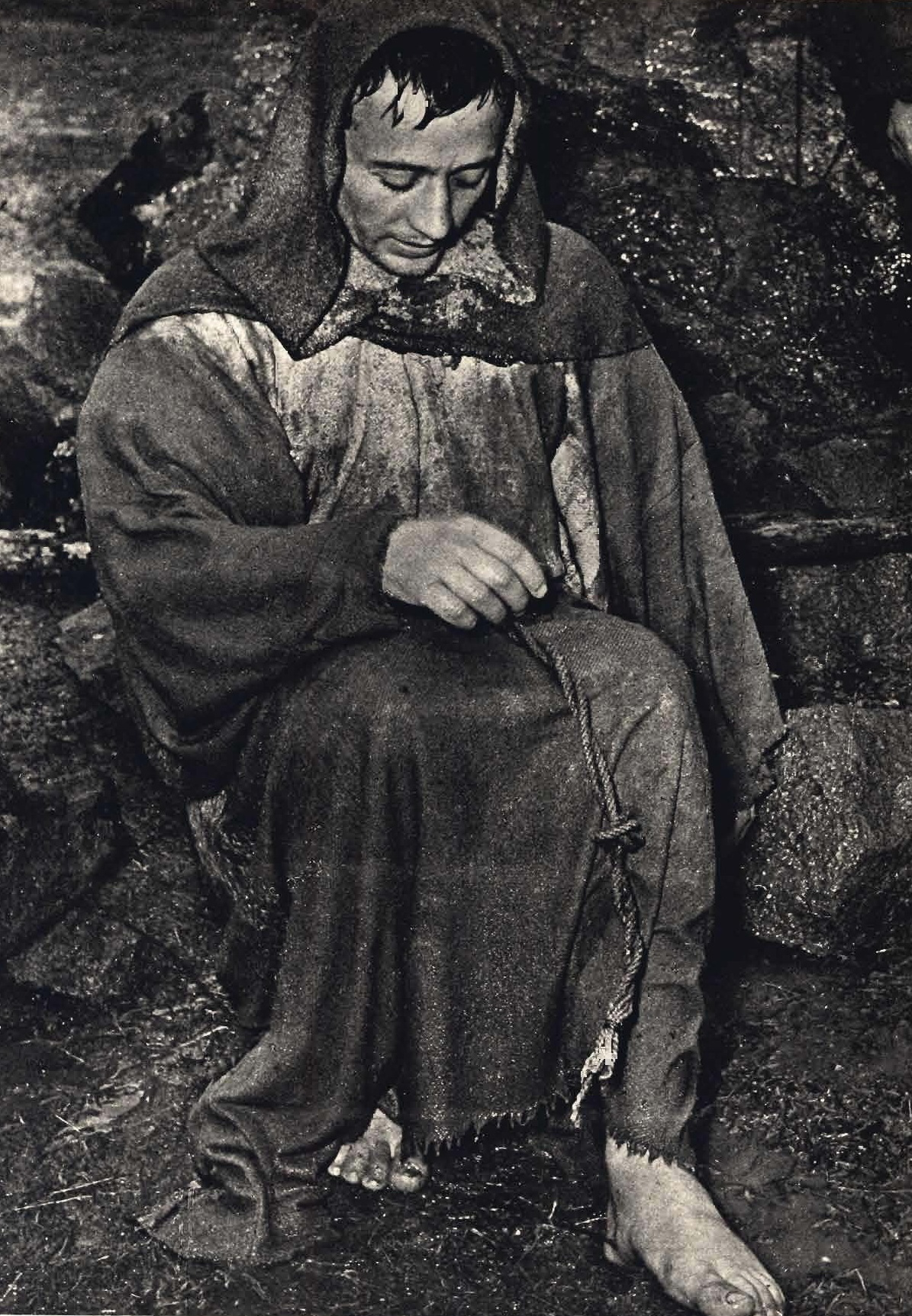
Nazario Gerardi en el papel de San Francisco de Asís (fotograma de la película de 1950 Francesco, giullare di Dio).

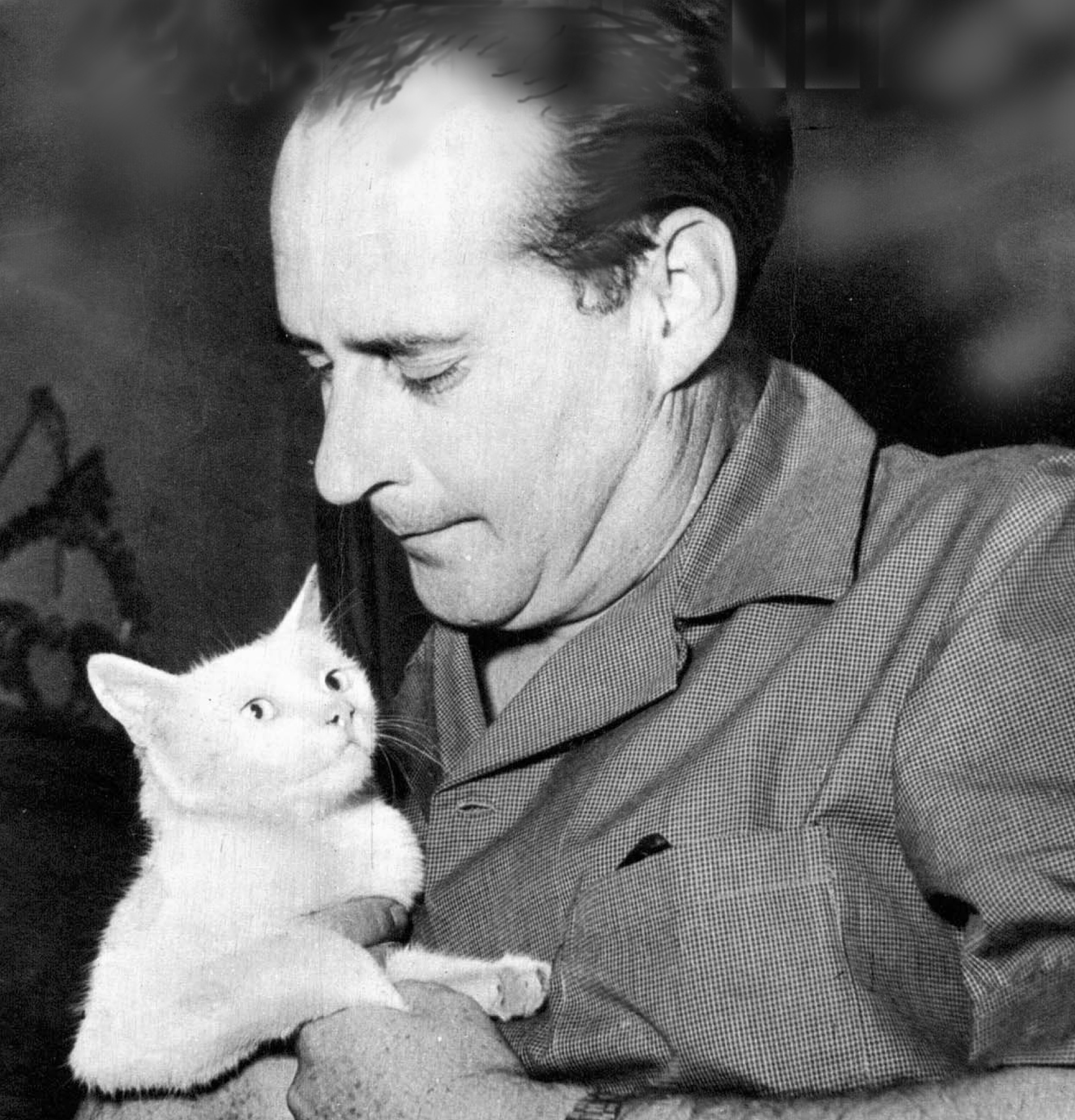
Roberto Rossellini con la gata que se ve en el episodio Invidia.

## Filmografía

### Cine
- La nave bianca (1941)
- Un pilota ritorna (1942)
- L'uomo dalla croce (1943)
- Roma città aperta (Roma, ciudad abierta) (1945)
- Desiderio (1946)
- Paisà (1946)
- Germania anno zero (Alemania, año cero) (1948)
- L'amore, episodio Una voce umana y Il miracolo (1948)
- Stromboli terra di Dio (Stromboli ) (1950)
- Francesco, giullare di Dio (1950)
- Invidia (episodio de I sette peccati capitali, 1952)
- La macchina ammazzacattivi (1952)
- Europa '51 (1952)
- Ingrid Bergman (episodio de Siamo donne, 1953)
- Viaggio in Italia (Te querré siempre) (1954)
- Napoli '43 (episodio de Amori di mezzo secolo, 1954)
- Dov'è la libertà? (1954)
- La paura (1954)
- Giovanna d'Arco al rogo (1954)
- India (1959)
- Il generale Della Rovere (El general de la Rovere) (1959)
- Era notte a Roma (Fugitivos en la noche) (1960)
- Viva l'Italia! (1961)
- Vanina Vanini (1961)
- Anima nera (Alma negra) (1962)
- Illibatezza (episodio de Ro.Go.Pa.G., 1963)
- La prise de pouvoir par Louis XIV (TV, 1966)
- Anno uno (Año uno) (1974)
- Il messia (1975)

### Televisión
- L'India vista da Rossellini (Serie TV, 1959)
- Torino nei cent'anni (TV, 1961)
- L'età del ferro (TV, 1964)
- La Prise de pouvoir par Louis XIV (TV de Francia, 1966)
- Idea di un'isola (TV, 1967)
- Atti degli apostoli (miniserie TV, 1969)
- Socrate (TV, 1970)
- Rice University (1971)
- Intervista a Salvador Allende: La forza e la ragione (1971)
- Blaise Pascal (TV, 1971)
- Agostino d'Ippona (1972)
- L'età di Cosimo de' Medici (TV, 1973)
- Cartesius (TV, 1969)
- Concerto per Michelangelo (TV, 1977)
- Beaubourg, centre d'art et de culture Georges Pompidou (1977)

## Premios y distinciones
Premios Óscar
| Año  | Categoría               | Película | Resultado |
| ---- | ----------------------- | -------- | --------- |
| 1950 | Mejor argumento y guion | Paisà    | Candidato |

Festival Internacional de Cine de Cannes
| Año  | Categoría   | Película             | Resultado |
| ---- | ----------- | -------------------- | --------- |
| 1946 | Gran Premio | Roma, ciudad abierta | Ganador   |

Festival Internacional de Cine de Venecia
| Año  | Categoría            | Película                | Resultado |
| ---- | -------------------- | ----------------------- | --------- |
| 1946 | Menciones especiales | Paisà                   | Ganador   |
| 1952 | Premio Internacional | Europa 51               | Ganador   |
| 1959 | León de Oro          | El general de la Rovere | Ganador   |
| 1959 | Mención especial     | El general de la Rovere | Ganador   |
| 1959 | Premio OCIC          | El general de la Rovere | Ganador   |